# John Barnett Humphreys
John Barnett Humphreys (Londres, 1787 - Rio de Janeiro, 1858) foi um engenheiro naval e inventor inglês, pioneiro da navegação a vapor na Alemanha e no Brasil.

## Pioneiro na Alemanha

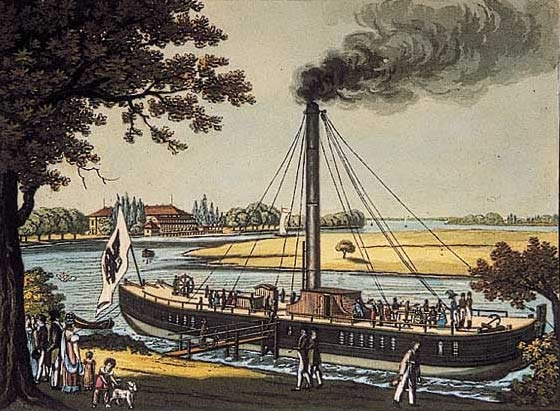
Navio projetado por John B. Humphreys no rio Spree, Berlim, 1818.

Filho do negociante John Humphreys (1761-1818), sócio de casa comercial e de corretora de seguros em Londres, John Barnett acompanhou o pai em sua transferência para a Alemanha, pouco depois da falência da empresa da família na Inglaterra, em 1811. Baseados inicialmente em Hamburgo e depois em Leipzig, John e John Barnett Humphreys estabeleceram-se em Berlim em 1813, e obtiveram do governo da Prússia, em 12 de outubro de 1815, a primeira patente alemã de um barco a vapor, bem como a concessão para sua exploração no transporte fluvial entre Potsdam e Berlim.
Em junho de 1816, os Humphreys abriram estaleiro em Pichelsdorf, a cerca de 12 km do atual centro de Berlim, e concluíram em setembro daquele ano o Prinzessin Charlotte von Preußen ("Princesa Carlota da Prússia"), primeiro navio a vapor construído na Alemanha. Com a morte do pai em janeiro de 1818, John Barnett assumiu o controle da recém-fundada Königlich Preußische Patentierte Dampfschiffahrts-Gesellschaft zu Berlin (Real Prussiana Companhia de Navegação Patenteada a Vapor de Berlim), que transportava passageiros e carga também no canal entre Berlim e Hamburgo, e inaugurou novo estaleiro em Potsdam, onde mais de dez embarcações de grande porte seriam construídas. Pressionada por antigas dívidas na Inglaterra e por dificuldades político-administrativas com as autoridades alemãs, que desejavam nacionalizar o setor, a empresa de Humphreys pediu concordata em 1824.

## Engenheiro em Southampton
Sem condições de permanecer na Alemanha, John Barnett regressou ao Reino Unido em meados da década de 1820 e fixou residência no porto de Southampton, um dos principais centros de construção naval da época. Trabalhou como engenheiro nos estaleiros de Northam e desenvolveu vários aprimoramentos para navios a vapor, muitos dos quais com patente concedida pelas autoridades britânicas.

## Pioneiro no Brasil
Em 1833, John Barnett Humphreys foi contratado para desenvolver projeto de navegação a vapor ao longo do rio Doce por empresa inglesa que buscava alternativas para o escoamento do ouro extraído em Minas Gerais. Depois de quase dois anos em viagem de campo, quando explorou o rio desde sua nascente em Minas até a foz no Espírito Santo, Humphreys elaborou projeto que previa a utilização de barcos a vapor especialmente desenhados para as condições da região. Com a aprovação do plano pelos acionistas, voltou a Southampton para iniciar em 1835 o trabalho de concepção e construção do vapor Rio Doce, concluído  em 1840 com uma série de inovações. A bordo do Rio Doce, Humphreys chegou em definitivo ao Brasil no início de 1841 (a navegação no Espírito Santo, no entanto, não renderia os resultados almejados e seria abandonada em 1843).
No Rio de Janeiro a partir de 1844, Humphreys associou-se a Irineu Evangelista de Sousa, depois Visconde de Mauá, como pioneiro da indústria naval brasileira. Chegou a fabricar barcos e motores a vapor na Ilha do Governador e prestou consultoria a inúmeros projetos de engenharia, entre os quais o da Companhia de Comércio e Navegação do Rio Mucuri, fundada por Teófilo Ottoni.  Ao final da vida, concedeu ao Visconde de Mauá os direitos de exploração de um sistema de locomotivas a vapor em trechos íngremes. John Barnett Humphreys faleceu no Rio de Janeiro em 10 de agosto de 1858.